# Grand Prix-wegrace van de DDR 1964
De Grand Prix-wegrace van de DDR 1964 was de achtste Grand Prix van het wereldkampioenschap wegrace in het seizoen 1964. De races werden verreden op 25 en 26 juli op de Sachsenring in Hohenstein-Ernstthal. Alle soloklassen met uitzondering van de 50cc-klasse kwamen aan de start; de wereldtitel in de 500cc-klasse was al beslist. De 350cc-klasse reed op zaterdag, de overige klassen op zondag.

## Algemeen
Alle moeite van de Oostblok-merken ten spijt waren de resultaten van hun "thuis"-Grand Prix nogal mager. Nikolaj Sevast'ânov wist zijn viercilinder Vostok naar de vierde plaats in de 500cc-klasse te rijden, maar Mike Hailwood viel met de MZ RE 350 uit en kwam met de MZ RE 250 zo hard ten val, dat hij een maand niet meer kon racen. Gustav Havel bracht zijn 350cc-Jawa naar het podium.

## 500cc-klasse
Mike Hailwood kon geen punten meer scoren. Hij had het maximale aantal van 40 punten bereikt en elk extra punt werd weggestreept. Desondanks won hij de DDR-Grand Prix met een grote voorsprong op Mike Duff en Paddy Driver.
| Pos | Coureur              | Merk      | Tijd      | Pnt |
| --- | -------------------- | --------- | --------- | --- |
| 1   | Mike Hailwood        | MV Agusta | 1:03"23'0 | 8   |
| 2   | Mike Duff            | Matchless | +2"52'8   | 6   |
| 3   | Paddy Driver         | Matchless | +5"46'0   | 4   |
| 4   | Nikolaj Sevast'ânov  | Vostok    | +1 ronde  | 3   |
| 5   | Derek Woodman        | Matchless | +1 ronde  | 2   |
| 6   | Jack Ahearn          | Norton    | +1 ronde  | 1   |
| 7   | Gustav Havel         | Jawa      |           |     |
| 8   | Jack Findlay         | Matchless |           |     |
| 9   | Sven-Olov Gunnarsson | Norton    |           |     |
| 10  | Dan Shorey           | Norton    |           |     |
| 11  | Bror-Erland Carlsson | Matchless |           |     |
| 12  | Endel Kiisa          | Vostok    |           |     |
| 13  | Bosse Granath        | Matchless |           |     |
| 14  | Ken King             | Norton    |           |     |
| 15  | Dennis Fry           | Norton    |           |     |
| 16  | Lewis Young          | Matchless |           |     |
| 17  | John Somers          | Norton    |           |     |

| Coureur           | Merk      | Oorzaak |
| ----------------- | --------- | ------- |
| Edy Lenz          | Norton    |         |
| Ladi Richter      | Norton    |         |
| Ron Robinson      | Norton    |         |
| Ernst Weiss       | Norton    |         |
| Walter Scheimann  | Norton    |         |
| Pentti Lehtelä    | Norton    |         |
| Fred Stevens      | Matchless |         |
| Maurice Hawthorne | Norton    |         |
| Phil Read         | Matchless |         |
| Roy Robinson      | Norton    |         |
| Vernon Cottle     | Norton    |         |
| Guörgy Kurucz     | Norton    |         |
| Aart van Kooij    | Norton    |         |
| Agne Carlsson     | Matchless |         |
| Hans Svensson     | Matchless |         |
| Anthony Woodman   | Matchless |         |
| William Sharp     | BSA       |         |
| Ian Burne         | Norton    |         |

| Coureur              | Merk      | Oorzaak  |
| -------------------- | --------- | -------- |
| Benedicto Caldarella | Gilera    |          |
| Gyula Marsovszky     | Matchless |          |
| Billy McCosh         | Matchless |          |
| Chris Conn           | Norton    |          |
| Derek Minter         | Norton    |          |
| Dick Creith          | Norton    | [ 2 ]    |
| Griff Jenkins        | Norton    | [ 3 ]    |
| John Hartle          | Norton    | Blessure |
| Rob Fitton           | Norton    |          |
| Remo Venturi         | Bianchi   |          |
| Morrie Low           | Norton    |          |
| Buddy Parriott       | Norton    | [ 5 ]    |

### Top tien tussenstand 500cc-klasse
| Pos | Coureur       | Merk               | Pnt     |                |
| --- | ------------- | ------------------ | ------- | -------------- |
| 1   | Mike Hailwood | MV Agusta          | 40 (48) | wereldkampioen |
| 2   | Phil Read     | Matchless / Norton | 17      |                |
| 3   | Paddy Driver  | Matchless          | 14      |                |
| 4   | Jack Ahearn   | Norton             | 13      |                |
| 5   | Mike Duff     | Norton / Matchless | 9       |                |
| 6   | Fred Stevens  | Matchless          | 7       |                |
| 7   | Derek Minter  | Norton             | 6       |                |
| 7   | Remo Venturi  | Bianchi            | 6       |                |
| 7   | Derek Woodman | Matchless          | 6       |                |
| 10  | John Hartle   | Norton             | 4       |                |

Punten tussen haakjes zijn inclusief streepresultaten.

## 350cc-klasse
Jim Redman won de vierde (van vier) 350cc-Grand Prix. Zijn grootste concurrent was Mike Duff, maar die werd slechts derde achter Jawa-rijder Gustav Havel. Redman's protegé Bruce Beale scoorde met zijn productieracer weer punten: hij werd vierde.
| Pos | Coureur       | Merk  | Tijd | Pnt |
| --- | ------------- | ----- | ---- | --- |
| 1   | Jim Redman    | Honda |      | 8   |
| 2   | Gustav Havel  | Jawa  |      | 6   |
| 3   | Mike Duff     | AJS   |      | 4   |
| 4   | Bruce Beale   | Honda |      | 3   |
| 5   | Vernon Cottle | AJS   |      | 2   |
| 6   | Fred Stevens  | AJS   |      | 1   |

| Coureur             | Merk   | Oorzaak |
| ------------------- | ------ | ------- |
| Mike Hailwood       | MZ     |         |
| Endel Kiisa         | Vostok |         |
| Nikolaj Sevast'ânov | Vostok |         |

| Coureur           | Merk      |
| ----------------- | --------- |
| Stanislav Malina  | CZ        |
| Alan Shepherd     | MZ        |
| Chris Conn        | Norton    |
| Derek Minter      | Norton    |
| Derek Woodman     | AJS       |
| Jack Ahearn       | Norton    |
| Joe Dunphy        | Norton    |
| Phil Read         | AJS       |
| Gilberto Milani   | Aermacchi |
| Remo Venturi      | Bianchi   |
| Renzo Pasolini    | Aermacchi |
| Isamu Kasuya      | Honda     |
| Isao Yamashita    | Honda     |
| Kuniomi Nagamatsu | Honda     |
| Paddy Driver      | AJS       |

### Top tien tussenstand 350cc-klasse
| Pos | Coureur         | Merk           | Pnt |
| --- | --------------- | -------------- | --- |
| 1   | Jim Redman      | Honda          | 32  |
| 2   | Mike Duff       | AJS            | 14  |
| 3   | Bruce Beale     | Honda          | 9   |
| 4   | Mike Hailwood   | MV Agusta / MZ | 6   |
| 4   | Phil Read       | AJS            | 6   |
| 4   | Gustav Havel    | Jawa           | 6   |
| 7   | Paddy Driver    | AJS            | 5   |
| 8   | Derek Minter    | Norton         | 4   |
| 8   | Remo Venturi    | Bianchi        | 4   |
| 10  | Gilberto Milani | Aermacchi      | 3   |
| 10  | Vernon Cottle   | AJS            | 3   |

## 250cc-klasse
Mike Hailwood reed de snelste ronde met zijn MZ, maar hij viel. De strijd om de leiding bleef tot op de finish spannend. Uiteindelijk bleef Phil Read Jim Redman met 0,2 seconde voor. Bruce Beale deed het opnieuw goed, dit keer met de Honda CR 72-productieracer. Hij werd derde.
| Pos | Coureur         | Merk      | Tijd       | Pnt |
| --- | --------------- | --------- | ---------- | --- |
| 1   | Phil Read       | Yamaha    | 58"00'8    | 8   |
| 2   | Jim Redman      | Honda     | +0'2       | 6   |
| 3   | Bruce Beale     | Honda     | + 1 ronde  | 4   |
| 4   | Gilberto Milani | Aermacchi | + 1 ronde  | 3   |
| 5   | Alberto Pagani  | Paton     | + 2 ronden | 2   |
| 6   | Wolfgang Gast   | MZ        | + 2 ronden | 1   |

| Coureur       | Merk | Oorzaak |
| ------------- | ---- | ------- |
| Mike Hailwood | MZ   | Val     |

| Coureur        | Merk    | Oorzaak |
| -------------- | ------- | ------- |
| Ron Grant      | Parilla | [ 5 ]   |
| Hugh Anderson  | Suzuki  |         |
| Bo Gehring     | Bultaco | [ 5 ]   |
| Douglas Brown  | Ducati  | [ 5 ]   |
| George Rockett | Ducati  | [ 5 ]   |

| Coureur           | Merk      |
| ----------------- | --------- |
| Bert Schneider    | Suzuki    |
| Mike Duff         | Yamaha    |
| Ernst Weiss       | Honda     |
| Luigi Taveri      | Honda     |
| Stanislav Malina  | CZ        |
| Jorge Sirera      | Montesa   |
| Roger Mailles     | Morini    |
| Alan Shepherd     | MZ        |
| Clive Hunt        | Aermacchi |
| Joe Dunphy        | Greeves   |
| Ralph Bryans      | Honda     |
| Roy Boughey       | Yamaha    |
| Tommy Robb        | Yamaha    |
| Giacomo Agostini  | Morini    |
| Tarquinio Provini | Benelli   |
| Hiroshi Hasegawa  | Yamaha    |
| Isamu Kasuya      | Honda     |

### Top tien tussenstand 250cc-klasse

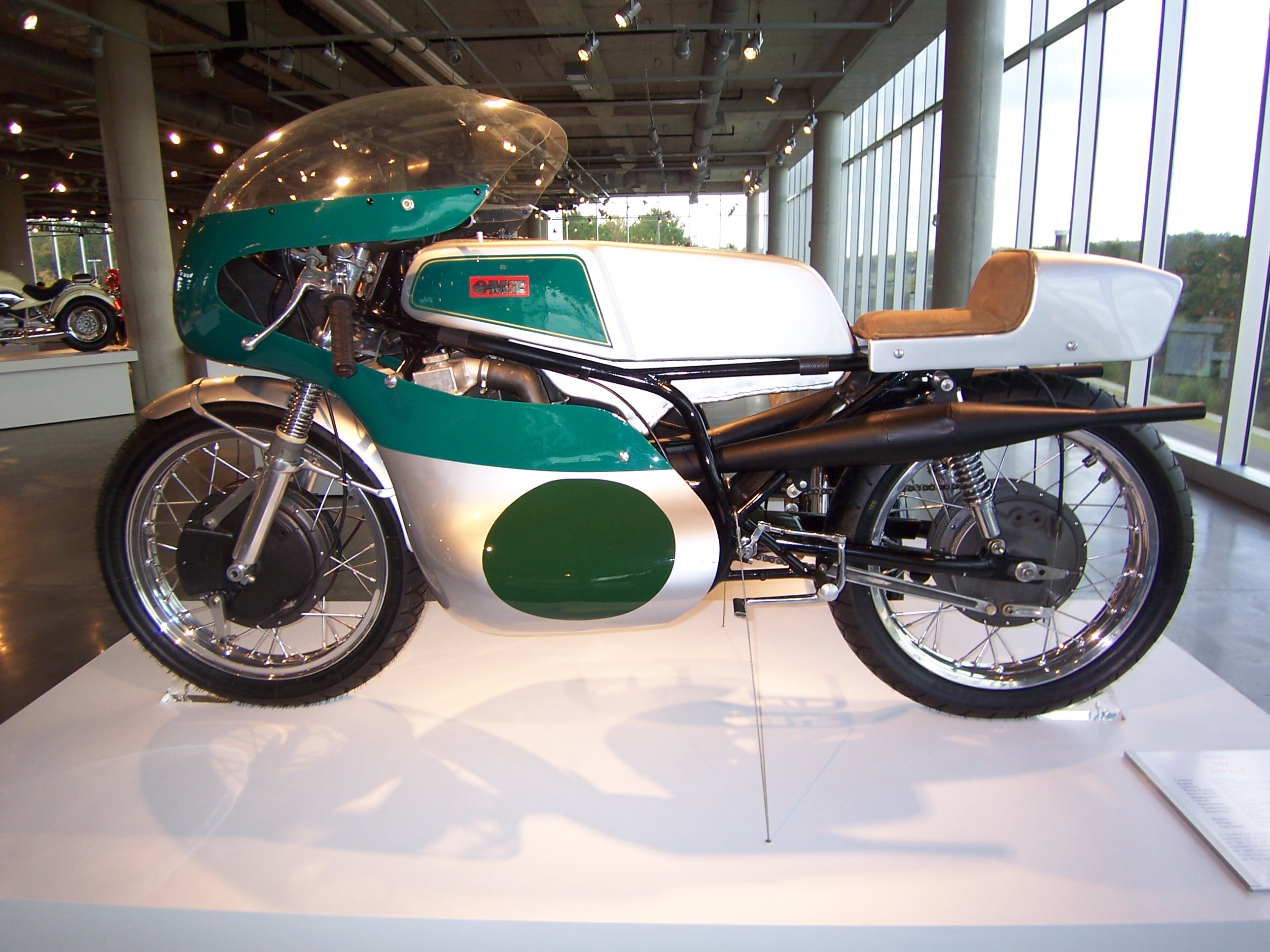
In de thuisrace van MZ reed Mike Hailwood de snelste ronde met deze MZ RE 250, maar hij kwam hard ten val.

| Pos | Coureur           | Merk    | Pnt |
| --- | ----------------- | ------- | --- |
| 1   | Jim Redman        | Honda   | 40  |
| 2   | Phil Read         | Yamaha  | 34  |
| 3   | Alan Shepherd     | MZ      | 18  |
| 4   | Tarquinio Provini | Benelli | 15  |
| 5   | Mike Duff         | Yamaha  | 14  |
| 6   | Tommy Robb        | Yamaha  | 7   |
| 6   | Luigi Taveri      | Honda   | 7   |
| 6   | Bruce Beale       | Honda   | 7   |
| 9   | Ron Grant         | Parilla | 6   |
| 9   | Alberto Pagani    | Paton   | 6   |

## 125cc-klasse
Hugh Anderson werd in de 125cc-klasse geplaagd door tegenslag, maar nu won hij met zijn Suzuki RT 64 A in de DDR. Luigi Taveri werd met de Honda 2RC 146 tweede voor teamgenoot Jim Redman, die met zijn derde plaats aan de leiding van het WK bleef. Anderson passeerde zijn teamgenoot Bert Schneider in de WK-stand.
| Pos | Coureur          | Merk   | Tijd      | Pnt |
| --- | ---------------- | ------ | --------- | --- |
| 1   | Hugh Anderson    | Suzuki | 51"05'9   | 8   |
| 2   | Luigi Taveri     | Honda  | + 16'3    | 6   |
| 3   | Jim Redman       | Honda  | + 20'8    | 4   |
| 4   | Heinz Rosner     | MZ     | + 2'54'4  | 3   |
| 5   | Friedhelm Kohlar | MZ     | + 1 ronde | 2   |
| 6   | Bruce Beale      | Honda  | + 1 ronde | 1   |

| Coureur             | Merk   | Oorzaak   |
| ------------------- | ------ | --------- |
| Roland Föll (†)     | Honda  | Overleden |
| Ernst Degner        | Suzuki | Blessure  |
| Kunimitsu Takahashi | Honda  | Gestopt   |

| Coureur              | Merk    |
| -------------------- | ------- |
| Bert Schneider       | Suzuki  |
| Frank Perris         | Suzuki  |
| Stanislav Malina     | CZ      |
| Dieter Krumpholz     | MZ      |
| Klaus Enderlein      | MZ      |
| Peter Eser           | Honda   |
| Richard Thomas       | Honda   |
| Walter Scheimann     | Honda   |
| Ramón Torras         | Bultaco |
| Jean-Pierre Beltoise | Bultaco |
| Chris Vincent        | Honda   |
| Gary Dickinson       | Honda   |
| Phil Read            | Yamaha  |
| Ralph Bryans         | Honda   |
| Rex Avery            | EMC     |
| Akiyasu Motohashi    | Yamaha  |
| Hironori Matsushima  | Yamaha  |
| Isao Morishita       | Suzuki  |
| Mitsuo Itoh          | Suzuki  |
| Teisuke Tanaka       | Suzuki  |
| Yoshimi Katayama     | Suzuki  |

### Top tien tussenstand 125cc-klasse
| Pos | Coureur              | Merk    | Pnt |
| --- | -------------------- | ------- | --- |
| 1   | Luigi Taveri         | Honda   | 36  |
| 2   | Jim Redman           | Honda   | 32  |
| 3   | Hugh Anderson        | Suzuki  | 20  |
| 4   | Bert Schneider       | Suzuki  | 19  |
| 5   | Ralph Bryans         | Honda   | 8   |
| 6   | Mitsuo Itoh          | Suzuki  | 6   |
| 6   | Phil Read            | Yamaha  | 6   |
| 6   | Walter Scheimann     | Honda   | 6   |
| 9   | Frank Perris         | Suzuki  | 5   |
| 10  | Rex Avery            | EMC     | 4   |
| 10  | Jean-Pierre Beltoise | Bultaco | 4   |

1958 · 1959 · 1960 · 1961 · 1962 · 1963 · 1964 · 1965 · 1966 · 1967 · 1968 · 1969 · 1970 · 1971 · 1972 · 1973 · 1974 · 1975 · 1976 · 1977 · 1978 · 1979 · 1980 · 1981 · 1982 · 1983 · 1984 · 1985 · 1986 · 1987 · 1988 · 1989